# Harry Callahan (personaje)
El inspector Harold Francis Callahan, alias "Harry El Sucio", es un personaje ficticio de la serie de películas Harry el Sucio, Dirty Harry (1971), Magnum Force (1973), The Enforcer (1976), Sudden Impact (1983) and The Dead Pool (1988). Callahan es interpretado por Clint Eastwood en todas las películas.
Desde su debut, Callahan se convirtió en el modelo para un nuevo tipo de policía en las películas: un antihéroe que no vacila en pasarse los límites profesionales y éticos en la búsqueda de su propia visión de la justicia, especialmente cuando la ley está mal aplicada por una burocracia inepta.
Callahan es considerado un icono del cine, su sobrenombre "Harry el Sucio", ha entrado en el léxico como argot para los oficiales de policía implacables. En todas la películas de Harry el Sucio se muestra a Callahan abatiendo criminales, la mayoría de ellos en luchas con armas de fuego, es famosa su relación con el revólver Magnum. También es famoso por frases que pronuncia frente a hombres armados, Anda... alégrame el día y [...] Hazte una pregunta: ¿Soy un afortunado? Bueno, lo eres, infeliz? o " mis amigos Smith&Wesson y yo..." que se han convertido en un ícono. A medida que la película de 1971 fue criticada por llevar tintes fascistas, o al menos autoritarios, las secuelas intentaron ser más equilibradas al enfrentar a Harry contra villanos a partir de un espectro ideológico más amplio; como en Magnum Force, en la que Harry combate a unos policías justicieros que se toman la justicia por su mano, considerando que el vigilantismo ha llegado demasiado lejos.

## Biografía
Callahan es un inspector del Departamento de Policía de San Francisco, por lo general con el departamento de Homicidios, aunque por razones disciplinarias o políticas, en ocasiones se transfiere a otras unidades menos prominentes, tales como Personal (en The Enforcer) o Vigilancia (en Magnum Force) o es enviado fuera de la ciudad en misiones secundarias como en Sudden Impact. La principal preocupación de Callahan es proteger y vengar a las víctimas de delitos violentos. Aunque competente en la detención de los delincuentes, sus métodos son a menudo poco convencionales; mientras que algunos afirman que está dispuesto a ignorar la ley y los límites profesionales y éticos, sus métodos son por lo general dentro de la ley - ya que se aprovecha de las situaciones que justifican el uso de la fuerza letal, a veces casi creando esas situaciones. Cuando un grupo de hombres tiene a un grupo de rehenes en una tienda de licores en The Enforcer exije un coche para escapar, Callahan se ofrece de voluntario para conducirlo, pero lo conduce y atraviesa la vitrina de la tienda para luego disparar a los ladrones. En lugar de seguir las reglas del departamento de policía, Callahan inserta a sí mismo en el lugar de los hechos, en un momento en que el uso inminente de la fuerza letal por los criminales justifica su uso de la fuerza letal contra ellos. Por el contrario, en Sudden Impact cuando se entera de que Jennifer Spencer (Sondra Locke), la persona responsable de una serie de asesinatos en San Francisco y San Paulo, fue una víctima de violación, y que mató a sus violadores que habían quedado impunes, la deja en libertad, lo que indica que siente que su retribución se justificaba. En The Dead Pool Callahan le dispara por la espalda a un asesino de la Mafia que estaba desarmado y corriendo, y mata al villano con un arpón a sabiendas de que la pistola del hombre estaba sin municiones.
Callahan persigue a un asesino en serie en Dirty Harry, al que hiere de bala, llamado Charles "Scorpio" Davis, al que tortura aun después de que se haya rendido para interrogarle sobre el paradero de una de sus víctimas, una niña de 14 años de edad, que Davis ha secuestrado y torturado, Callahan luego presiona su pie en la pierna herida, haciendo caso omiso de las súplicas de Davis de llamar a un médico y un abogado hasta que Davis da la ubicación de la chica secuestrada. Más tarde, Callahan es informado por el Fiscal de Distrito que debido a que él entró a la residencia de Davis sin una orden judicial, y porque la confesión de la ubicación de la joven se hizo bajo la coacción de la tortura, las pruebas contra él son inadmisibles, y Davis ha quedado en libertad sin cargos en su contra. Callahan explica su punto de vista al alcalde de San Francisco, quien se pregunta cómo Callahan comprueba que un hombre que había disparado tenía la intención de cometer violación; el inspector responde: "Cuando un hombre desnudo está persiguiendo a una mujer a través de un callejón con un cuchillo de carnicero y empalmado, me imagino que no está haciendo colecta para la Cruz Roja"
Mientras sus compañeros y muchos otros oficiales lo respetan y admiran, otros lo ven como no apto para servir en la fuerza policial. A menudo choca con sus superiores, a los que no les gustan sus métodos, y los jueces y fiscales son cautelosos en manejar sus casos debido a violaciones frecuentes de la Cuarta Enmienda y otras irregularidades. Un comisario de policía admite que los "métodos no convencionales de Callahan ... obtienen resultados", pero añade que sus éxitos "le cuestan más a la ciudad y a este departamento en términos de publicidad y destrucción física que los fracasos de la mayoría de otros hombres". (La publicidad le hace bien conocido; en Sudden Impact, el jefe de policía de otra ciudad lo llama "el famoso Harry Callahan".) Callahan es a menudo reprendido, suspendido, y degradado a los departamentos de menor importancia. Al inicio de Magnum Force el Teniente Briggs lo transfiere a Vigilancia. En The Enforcer el Capitán Mckay lo asigna al departamento de personal. En Sudden Impact se le intenta transferir al departamento de Tráfico y expulsarle del cuerpo, y en The Enforcer está cumpliendo una suspensión de 180 días de empleo y sueldo por McKay. De acuerdo con el crítico Roger Ebert, tomaría una hora en cada una de las películas explicar por qué no está en la cárcel.
Las películas representan rutinariamente a Callahan como un tirador experto y fuerte combatiente cuerpo a cuerpo, matando a por lo menos un hombre con sus manos desnudas. Es un múltiple ganador del campeonato de tiro de la policía de San Francisco. En las cinco películas, Callahan se muestra matando a un total combinado de 45 delincuentes, sobre todo con su revólver, un Smith & Wesson Model 29 .44 Magnum, que él describe como "el arma más poderosa del mundo". Se niega a unirse al escuadrón de la muerte de la policía en Magnum Force, ya que prefiere el sistema actual, a pesar de sus defectos, a la alternativa de los vigilantes. En su lucha contra los criminales, sin embargo, incluyendo a los compañeros oficiales del escuadrón de la muerte, Callahan es implacable y no muestra vacilación o remordimiento en matarlos.
En Harry el sucio, se dan algunas posibles explicaciones del porqué de su apodo, como cuando su compañero Chico González pregunta si le trata mal porque Harry odia a los chicanos, Frank Di Giorgio dice que "solo hay una cosa sobre Harry, que odia a todo el mundo: Limeys (ingleses), Micks (irlandeses), Hebes (judíos), Fat Dagos (italianos), Niggers (negros), Honkies (blancos de los Apalaches o hillbilly), Chinks (chinos), lo que sea". Después de intervenir en el rescate de un suicida, Callahan afirma que es conocido como Harry el sucio porque se asigna a "todos los trabajos sucios que llegan". Cuando a Harry se le ordena entregar el dinero del rescate a Scorpio, González opina "no me extraña que lo llamen Harry el Sucio, [que] siempre viene a la mierda del extremo del palo". En Harry el sucio, González humorísticamente sugiere que el apodo de Callahan puede tener un origen alternativo, dado que dos veces termina mirando a través de la ventana a una mujer desnuda y luego sigue un sospechoso en un club de estriptis.

## Compañeros
Es un tema recurrente en las películas de  Harry el sucio  que Callahan tiene una alta rotación de compañeros; la mayoría están muertos o heridos mientras trabajaban con él. En Harry el sucio, menciona dos socios invisibles llamados Fanducci y Dietrich; Dietrich está en el hospital después de haber recibido un disparo, mientras Fanducci está muerto (en The Enforcer, se hace referencia a que Fanducci murió en 1968). Su compañero en Harry el sucio, Chico González, es disparado por Scorpio y aunque sobrevive, decide dejar la policía (en Magnum Force, Harry comenta que González se convirtió en un profesor de la universidad después de abandonar el cuerpo de policía). Su compañero en Magnum Force, Earlington "Early" Smith es asesinado por una bomba colocada en su buzón de correo. Kate Moore en The Enforcer es asesinada por los terroristas, mientras le salvaba la vida a Callahan. Ella había citado previamente a Harry los nombres de los oficiales muertos anteriores (Fanducci y Smith) para demostrar que ella está consciente de los riesgos de ser su compañero. En  Sudden Impact , Horace King es asesinado por delincuentes que estaban esperando a Harry en su cuarto de hotel. El compañero ocasional de Callahan, Frank DiGiorgio también murió, aunque al mismo tiempo trabajaba con otro oficial. De todos los compañeros de Callahan vistos en la pantalla, Al Quan y González son los dos únicos que sobrevivieron.
| Compañero                | Película                                    | Interpretado por | Destino                                     |
| ------------------------ | ------------------------------------------- | ---------------- | ------------------------------------------- |
| Tom Fanducci             | Unseen                                      | Desconocido      | Muerto.                                     |
| Fred Dietrich            | Unseen                                      | Desconocido      | Herido.                                     |
| Frank DiGiorgio          | Dirty Harry, Magnum Force, and The Enforcer | John Mitchum     | Muerto; apuñalado por la espalda.           |
| Chico González           | Dirty Harry                                 | Reni Santoni     | Herido,disparado por Scorpio y retirado.    |
| Earlington "Early" Smith | Magnum Force                                | Felton Perry     | Muerto; explosión al abrir una carta bomba. |
| Kate Moore               | The Enforcer                                | Tyne Daly        | Muerto;disparo por un M16.                  |
| Horace King              | Sudden Impact                               | Albert Popwell   | Muerto; garganta cortada por una pandilla.  |
| Al Quan                  | The Dead Pool                               | Evan C. Kim      | Herido,superviviente a una explosión        |

## Relaciones
En Dirty Harry se aprecia que la esposa sin nombre de Callahan ha muerto recientemente (murió atropellada por un conductor en estado de embriaguez), y que su foto todavía aparece colgada en un cuadro en su apartamento. En Magnum Force comienza una relación con Sunny, una mujer oriental que es una de sus vecinas y que busca acostarse con él en su primera cita. En Sudden Impact establece una relación sexual con la vigilante Jennifer Spencer, aunque es incierto si esto va más lejos, comentando Spencer que "Ninguno de nosotros quiere estar solo esta noche". En The Dead Pool tiene un romance con la reportera de noticias Samantha Walker, y se les ve por última vez caminando juntos al final de la película.